# Aero A-23
Aero A-23 – czechosłowacki samolot pasażerski z okresu międzywojennego. 

## Historia
W 1926 roku czechosłowackie Ministerstwo Robót Publicznych zwróciło się do krajowych wytwórni lotniczych o opracowanie samolotu pasażerskiego dla tworzonych państwowych linii lotniczych Československé státní aerolinie (ČSA). Na to wezwanie odpowiedziała wytwórnia Avia, opracowując samolot Avia BH-25, oraz wytwórnia  Aero, która opracowała dwupłatowy samolot oznaczony jako Aero A-23. 
Prototyp samolotu został oblatany w 1926 roku. Był wyposażony we francuski silnik, budowany na licencji w zakładach Škoda Lorraine-Dietrich 12Cc. Po przeprowadzeniu testów ostatecznie czechosłowackie państwowe linie lotnicze ČSA  zamówiły serię 6 samolotów, przy czym zostały one wyposażone w gwiazdowy licencyjny silnik Walter Jupiter IV. Samoloty te zostały dostarczone do linii lotniczych do 1928 roku. 
Wobec braku dalszych zamówień produkcję ich zakończono, budując łącznie 7 samolotów tego typu.

## Użycie w lotnictwie
Samoloty Aero A-23 od 1928 roku rozpoczęły loty pasażerskie w ramach czechosłowackich państwowych linii lotniczych ČSA. Latały na linii Praga – Brno – Bratysława – Koszyce – Użhorod. Ponadto latały na liniach krajowych Czechosłowacji. W liniach ČSA latały do 1934 roku i w tym czasie wylatały 868 149 km.
W 1932 roku ČSA przekazała jeden z tych samolotów do aeroklubu Masarykovej leteckej ligi w Pradze, a od 1934 roku latał on w aeroklubie w Piszczanach, gdzie wykonywał loty widokowe. 
Wszystkie tego typu samoloty zostały ostatecznie wycofane z użycia w 1936 roku.

## Opis techniczny
Samolot Aero A-23 był dwupłatem o konstrukcji mieszanej. Kadłub o konstrukcji z rur metalowych, przednia część kadłuba kryta była blacha aluminiową, pozostała płótnem. Skrzydła o konstrukcji drewnianej, kryte płótnem. W przedniej części kadłuba znajdował się silnik, za nim odkryta kabina załogi, a za nią przedział pasażerski z 5-6 miejscami. Przedział pasażerski posiadał okna umożliwiające oglądanie otoczenia samolotu. Samolot posiadał podwozie klasyczne, stałe z płozą ogonową.
Napęd samolotu stanowił jeden silnik gwiazdowy, 9-cylindrowy, chłodzony powietrzem, umieszczony w przedniej części kadłuba. 